# Blood Dynasty
Blood Dynasty ist das zwölfte Studioalbum der schwedischen Melodic-Death-Metal-Band Arch Enemy.
Das Album wurde am 28. März 2025 veröffentlicht. Es ist Arch Enemys erstes Studioalbum mit Gitarrist Joey Concepcion (Armageddon), nachdem Jeff Loomis die Band 2023 verlassen hatte.
Loomis ist jedoch auf den Bonustracks Break the Spell und Moths zu hören.

## Hintergrund
Das Cover von Blood Dynasty stammt vom Künstler Alex Reisfar, der bereits die Artworks für Arch Enemys Alben Will to Power (2017) und Deceivers (2022) gestaltet hat.
Bei der Ankündigung des Albums erklärte Gründungsmitglied und Gitarrist Michael Amott, dass Blood Dynasty die Erwartungen der Fans an ein Arch Enemy-Album übertreffen werde:
„Dieses neue Album überschreitet die Grenzen dessen, was wir bisher gemacht haben – es bietet alles, was ihr von dieser Band erwartet, und noch mehr! Wir können es kaum erwarten, dass ihr es hört und die Energie spürt, die wir in jeden Track gesteckt haben. Willkommen bei Blood Dynasty!“
Track 9 von Blood Dynasty ist ein Cover des Songs Vivre Libre der französischen Heavy-Metal-Band Blaspheme. Dies ist das erste Mal in ihrer Karriere, dass Arch Enemy ein Cover als Track auf der Standard-Edition
eines Albums und nicht auf der Deluxe-Edition veröffentlichen. Während sich auf der Haupttitelliste ein Cover befindet, handelt es sich bei zwei der Bonustitel (Break the Spell und Moths) um Originalsongs von Arch Enemy.

## Titelliste
Alle Titel wurden von Michael Amott und Daniel Erlandsson geschrieben, außer wo angegeben.
| Nr.          | Titel                         | Text                             | Musik              | Länge |
| ------------ | ----------------------------- | -------------------------------- | ------------------ | ----- |
| 1.           | Dream Stealer                 | Michael Amott                    |                    | 4:30  |
| 2.           | Illuminate the Path           | Michael Amott, Alissa White-Gluz |                    | 4:48  |
| 3.           | March of the Miscreants       | Michael Amott                    |                    | 4:49  |
| 4.           | A Million Suns                | Michael Amott                    | Michael Amott      | 3:45  |
| 5.           | Don't Look Down               | Alissa White-Gluz                |                    | 4:07  |
| 6.           | Presage                       | Instrumental                     | Daniel Erlandsson  | 0:47  |
| 7.           | Blood Dynasty                 | Michael Amott                    |                    | 3:51  |
| 8.           | Paper Tiger                   | Alissa White-Gluz                |                    | 3:56  |
| 9.           | Vivre Libre (Blaspheme cover) | Marc Fery                        | Pierre Holzhaeuser | 4:07  |
| 10.          | The Pendulum                  | Michael Amott                    |                    | 3:42  |
| 11.          | Liars & Thieves               | Alissa White-Gluz                |                    | 4:20  |
| Gesamtlänge: | Gesamtlänge:                  | Gesamtlänge:                     | Gesamtlänge:       | 42:41 |

| Nr.          | Titel           | Text              | Musik         | Länge |
| ------------ | --------------- | ----------------- | ------------- | ----- |
| 12.          | Break the Spell | Michael Amott     |               | 4:28  |
| 13.          | Moths           | Alissa White-Gluz | Michael Amott | 4:01  |
| Gesamtlänge: | Gesamtlänge:    | Gesamtlänge:      | Gesamtlänge:  | 51:10 |

## Chartplatzierungen
| ChartsChartplatzierungen | Höchstplatzierung | Wochen |
| ------------------------ | ----------------- | ------ |
| Deutschland (GfK)        | 3 (3 Wo.)         | 3      |
| Österreich (Ö3)          | 1 (2 Wo.)         | 2      |
| Schweiz (IFPI)           | 5 (3 Wo.)         | 3      |
| Schweden (GLF)           | 6 (… Wo.)         | …      |

Darüber hinaus belegte das Album Platz eins der Deutschen Rock- und Metalcharts.